# Pantalla automultiescópica
Una pantalla automultiescópica es un dispositivo que permite visualizar los objetos desde ángulos distintos dependiendo de la posición donde se encuentre el espectador utilizando una hoja lenticular puesta en la superficie de la pantalla para dirigir vistas en direcciones particulares, la pantalla presenta imágenes que el cerebro interpreta como una imagen tridimensional. Por lo tanto a diferencia de las películas 3D, los espectadores tienen vistas múltiples de la escena moviendo la cabeza delante del monitor.
Este efecto se consigue gracias a la multiplexación espacial que implica un submuestreo irregular de las vistas originales. Este proceso se utiliza para combinar dos o más perspectivas en una única imagen mostrada por el monitor automultiescópico.

## Historia
Los sistemas anteriores de la proyección de imagen del tiempo real 3D que no requieren "gafas" no han sido ideales para los usos del consumidor tales como televisión 3D, juegos 3D, presentaciones vídeo 3D que anunciaba, o 3D, ni tener los ideales para muchos usos del consumidor tales como proyección de imagen de la computadora 3D. De esos sistemas, las pantallas autoestereoscópicas en tiempo real que presentan solamente una opinión del ojo izquierdo y una opinión del ojo derecho son difíciles de utilizar porque necesitan ser vistos de localizaciones específicas de la visión. Las pantallas autostereoscópicas del arte anterior que son capaces de seguir los ojos de un espectador y dirigir cada imagen hacia el ojo apropiado soluciona el problema, pero a expensas de complicación de un sistema que sigue principal agregado. Con todo incluso una pantalla autostereoscópica no puede acomodar fácilmente espectadores simultáneos múltiples, puesto que los espectadores múltiples mueven sus cabezas independientemente. La mejor solución es una pantalla automultiescópica que presenta muchas opciones. La pantalla automultiescópica exhibe típicamente el presente muchas vistas de una imagen, permitiendo que los observadores se muevan libremente y que consideren nuevas perspectivas por medio de horizontal, y a veces la vertical.
En la patente n.º 5.111.313 de los EE. UU. del actual inventor, él describe una pantalla automultiescópica simple. Que la pantalla, sin embargo, requiere una pieza móvil y no es una pantalla de panel plano. Newswanger, en el patente n.º 4.799.739 de los EE. UU., revela un sistema automultiescópico de estado sólido. Sin embargo, el sistema de Newswanger requiere varios (2 o más) proyectores de dos dimensiones de la imagen que deban ser alineados y ser mantenidos, haciéndolo abultado, complejo, y costoso, y así no ideal para el uso del consumidor. Eichenlaub, en el patente n.º. 4.367.486, 4.717.949 de los EE. UU., y 4.829.365, describe una pantalla automultiescópica casi plana de estado sólido del panel 3D que requiera dos órdenes muy rápidos de la válvula de la luz de la conmutación. Sin embargo, no hay órdenes ligeros de la válvula disponibles que puede cambiar rápidamente bastante para apoyar las muchas visiones necesitadas para proporcionar los cambios fluidos e imperceptibles en perspectiva mientras que el espectador mueve su cabeza.
Las pantallas lenticulares han estado de largo un acercamiento popular a la proyección de imagen 3D. En sistemas lenticulares típicos de la pantalla, un arsenal de las lentes cilíndricas largas, finas se colocan delante de una segunda superficie de la proyección de imagen. Si la segunda superficie de la proyección de imagen se coloca para estar en la distancia focal de las lentes cilíndricas. Diversos sistemas de pixeles son observables de diversos ángulos de la visión, y la imagen 3D es así autostereoscópica o automultiescópica. Los pixeles de la segunda superficie de la proyección de imagen espacial son multiplexados por la pantalla lenticular. Una exhibición en tiempo real se podría hacer empleo de una hoja lenticular y de una segunda exhibición en tiempo real tal como un panel de la exhibición de cristal líquido (LCD). Sin embargo, los pixeles del LCD tendrían que ser extremadamente estrechos (0.0025 pulgadas o menos para proporcionar) para que las imágenes vistas para tener tamaño y forma apropiados del elemento de imagen. No sólo estos pixeles estrechos hacen la alineación de la exhibición del LCD y de la pantalla lenticular, pero las imperfecciones ópticas (tales como astigmatismo, aberración esférica, coma, etc.) de las lentes cilíndricas simples que componen la pantalla lenticular llegan a ser evidentes.
La actual invención divulgada alcanza resultados automultiescópicos superiores que el sistema lenticular ya mencionado de la pantalla usando las haces (elementos ópticos olográficos), en vez de las pantallas lenticular convencionales.

## Funcionamiento

### Pantallas lenticulares
La pantalla automultiescópica es un panel de LCD o pantalla plasma equipado con una hoja lenticular, en la cual incorpora las “gafas de color 3D” haciendo un símil con las películas 3D. Esta hoja lenticular permite la visualización de nueve vistas 3D. 
La hoja lenticular se recubre y se adhiere al panel LCD, compuesta por lentes semicilíndricas que utilizan la difracción de la luz para dirigir las vistas en una cierta dirección.
La figura representa una sección transversal horizontal de la hoja lenticular y de la disposición de los píxels (RGB) del panel LCD. Cada subpixel del monitor es mapeado para cada vista en particular, entre nueve posibles, dependiendo de su posición debajo de la lente.
Los dos ojos verán intensidades que corresponden a dos vistas diferentes, por esa razón el espectador percibe la escena con profundidad 3D y las vistas van cambiando conforme el usuario traslada su cabeza delante de la pantalla. Puesto que 9 vistas se combinan para formar una imagen, por término medio solamente un subpíxel de nueve se mantiene en cada vista original. Esto provoca que el submuestreo que resulta sea muy irregular. Teniendo en cuenta la teoría de muestreo multidimensional, el submuestreo irregular puede provocar aliasing.
El aliasing produce efectos indeseable en la imagen como puntos aislados, deterioro de texturas y pérdidas de detalle en áreas de frecuencia alta de la imagen. Estas imperfecciones se pueden solucionar utilizando un filtro anti-aliasing 2D.

### Pantalla de haz
Dos haces producen el mismo efecto automultiescópico que una pantalla lenticular, aunque la segunda exhibición es una exhibición convencional con tamaño, forma, y la configuración convencionales del pixel. Los pixeles y sus zonas correspondientes de la visión espacial son multiplexados por los hologramas en los haces. Además, las imperfecciones y la alineación ópticas de los haces con la segunda superficie de la proyección de imagen son mucho menos críticas que con las pantallas lenticulares puesto que los pixeles en la segunda superficie de la proyección de imagen pueden ser mucho más grandes.
La pantalla utiliza un haz como pantalla direccional. Este haz direccional de la pantalla limita la dispersión de la luz del incidente a unas o más zonas de la visión del grado lateral limitado. La anchura o el grado lateral de cada zona de la visión es típicamente tan pequeño que solamente un ojo de un espectador puede ocupar la zona de la visión a la vez. Por lo tanto, cualquier punto de la luz proyectado sobre el haz direccional de la pantalla de un ángulo y de una localización dados, es solamente visible de una zona lateralmente estrecha de la visión. La localización lateral de la zona de la visión es determinada por el ángulo lateral de la proyección del punto de la luz, porque, es igual a todos los hologramas, la localización de la imagen reconstruida por un holograma varía con el ángulo de la incidencia de la luz de reconstrucción. Por lo tanto, proyectando un punto de la luz sobre el haz direccional de la pantalla obtenemos diversos resultados laterales de los ángulos en el punto que es observable diversas zonas que se ven lateralmente compensadas.
El segundo haz es un haz del multiplexor que se abarca de millares de hologramas minúsculos. Cada holograma minúsculo, cuando está reconstruido, proyecta un punto sobre el haz direccional de la pantalla. La suma de todos los puntos proyectados por los hologramas de las formas del haz del multiplexor da una trama de dos dimensiones de puntos en el haz direccional de la pantalla. Es esta segunda trama de puntos en el haz direccional de la pantalla que el espectador ve. Cada punto proyectado sobre el haz direccional de la pantalla por lo tanto reconstruye esa pieza pequeña del haz direccional de la pantalla, y es así visible en las zonas de la visión que corresponden a los ángulos de la proyección del punto. Puesto que cada punto proyectado sobre el haz direccional de la pantalla se puede proyectar por lo menos de dos ángulos lateralmente compensados, cada punto se puede así hacer visible por lo menos en dos zonas que se ven lateralmente compensadas.El brillo de cada punto en cada segunda trama se puede controlar independientemente para exhibir las imágenes automultiescópicas 3D.
Un segundo generador de imagen se utiliza para controlar el brillo de la luz que introduce (incidente encendido) o después de salir de cada holograma, o partes de cada holograma, del haz del multiplexor. En algunas pantallas, un segundo generador de imagen en tiempo real proyecta las segundas imágenes de la trama sobre el haz del multiplexor. Individualmente controlando el brillo de cada pixel de la trama proyectada, la intensidad de la luz que introduce (reconstrucción) cada holograma o porciones de cada holograma del haz del multiplexor puede ser controlada. Alternativamente, otras pantallas utilizan un equipamiento ligero de la válvula o un modulador ligero espacial (tal como un panel del LCD) para controlar la intensidad de la luz después de salir de cada holograma, o partes de cada holograma. Así en todas las pantallas, los elementos de imagen de un segundo generador de imagen en tiempo real espacial son multiplexados por dos haces para exhibir las imágenes automultiescópicas 3D..